# Ingemund Bröms
Ingemund Bröms, född 1669 och död 1722, var en svensk teolog och superintendent.

## Biografi
Bröms blev professor i Pernau 1705, teologie professor och kyrkoherde vid svenska församlingen i Åbo, och utnämndes till superintendent i Karlstad 1717.
Bröms var som teolog strängt ortodox. Både i Pernau och Åbo bekämpade han pietismen. Som superintendent i Karlstad befordrade han skolväsendet och yrkade på en omläggning av gymnasierna från att vara rena prästutbildningsanstalter till att bli skolor för "alla stånd".